# Fernand Lalonde
Pour les articles homonymes, voir Lalonde.
Fernand Lalonde, né le 27 août 1932 à Mont-Laurier (Québec) et mort le 5 mai 2024 à Montréal, est un avocat et homme politique canadien de la province de Québec.

## Biographie
Né en 1932 à Mont-Laurier, il est le fils de Maurice Lalonde, avocat, et d'Éléonore Côté. Il étudie au Séminaire de Mont-Laurier, au Séminaire de Saint-Jean-d'Iberville, au Collège Sainte-Marie de Montréal à Montréal et aux universités de Montréal et McGill. Il est admis au Barreau du Québec en juin 1957.
Lors des élections générales québécoises de 1973, il est élu député de Marguerite-Bourgeoys. Il est réélu aux élections de 1976 et 1981. Il est ministre d'État dans le cabinet Bourassa du 11 septembre 1974 au 30 juillet 1975, puis solliciteur général du Québec du 30 juillet 1975 au 26 novembre 1976. Il occupe le poste de leader parlementaire de l'opposition officielle du 2 septembre 1982 au 14 mars 1984, date de sa démission. Lors du référendum sur l'Accord de Charlottetown en 1992, il est responsable de la coordination de la campagne du Oui au Québec.
Fernand Lalonde meurt à Montréal le 5 mai 2024 à l'âge de 91 ans.